# Linksextremismus im Internet
Verschiedene staatliche Stellen und Publikationen der Bundesrepublik Deutschland und der Republik Österreich haben Einschätzungen zum Linksextremismus im Internet abgegeben, das heißt zur Verbreitung von Inhalten, die sie unter dem normativen, in der Verwaltungspraxis von Innenbehörden verbreiteten Begriff des Linksextremismus zusammenfassen, oder als Instrumente der Organisation und Außendarstellung von als linksextremistisch eingeordneten Einzelpersonen und Gruppen ansehen.

## Deutschland
2002 waren laut Stefan Scholz etwa 620 linksextreme Websites bekannt. Als erstes größeres Datennetz, das unter anderen von Linksextremisten genutzt wird, gilt dem Verfassungsschutz Hessen das SpinnenNetz, das 1991 von Autonomen aus Mainz und Wiesbaden gegründet worden sein soll.
Der Beitrag Linksextremismus im Internet von Thomas Barisic und Arndt Reinhard zu einer Veröffentlichung des deutschen Bundesinnenministeriums aus dem Jahr 2004 griff Informationen eines Artikels der Tageszeitung Die Welt von Peter Scherer auf: Dieser beschrieb das SpinnenNetz als „internes Informations- und Führungsinstrument des RAF-Umfeldes“, das als „Infoladen“ der Antifaschistischen Aktion getarnt worden sei. Es sei ferner zum Dialog mit der türkischen Devrimci Sol und für Kontakte zu „Gesinnungsgenossen“ in den Niederlanden, Italien, Großbritannien, Frankreich und den USA genutzt worden.
Das Innenministerium Nordrhein-Westfalens schätzte 2009, dass rund 1.200 „linksextremistisch beeinflusste deutschsprachige Internetseiten“ existierten, deren Zahl stetig zunehme. Es nannte darunter die auch von Linksextremisten genutzten Internetportale Indymedia und Nadir. „Indymedia.linksunten“ wurde im August 2017 vom deutschen Bundesinnenministerium verboten.

## Österreich
Laut Bundesamt für Verfassungsschutz und Terrorismusbekämpfung fungiert das Internet als zentrales Medium für die szeneinterne Kommunikation sowie um rasch auf aktuelle Lageentwicklungen bei Demonstrationen reagieren und sicherheitsbehördliche Maßnahmen unterlaufen bzw. erschweren zu können.

## Einzelbelege
1. ↑  Stefan Scholz: Internet-Politik in Deutschland. Vom Mythos der Unregulierbarkeit (= Medien & Politik. Bd. 25). LIT, Berlin / Hamburg / Münster 2004, ISBN 3-8258-7698-5, S. 209.
2. ↑  Verfassungsschutz Hessen: Autonome (4. Dezember 2003) (Memento vom 5. Mai 2008 im Internet Archive)
3. ↑  Thomas Barisic, Arndt Reinhard: Linksextremismus im Internet. In: Extremismus in Deutschland. Erscheinungsformen und aktuelle Bestandsaufnahme. Bundesministerium des Innern, Berlin 2004, S. 237.
4. ↑  Peter Scherer: RAF spannt „SpinnenNetz“ bis zur Türkei: Computer-Kontakte zu Terroristen weltweit – Reichte Verbindung auch zu V-Mann Steinmetz? Die Welt, 5. März 1994.
5. ↑  Innenministerium NRW: Internet und elektronische Kommunikation (Memento vom 19. April 2010 im Internet Archive), abgerufen am 12. September 2009.
6. ↑  Jörg Diehl: „Linksunten.indymedia“: Innenministerium verbietet linksextreme Plattform. Spiegel Online, 25. August 2017, abgerufen am 7. September 2017.
7. ↑  Verfassungsschutzbericht 2016. (PDF; 4 MB) Bundesamt für Verfassungsschutz und Terrorismusbekämpfung, 2016, S. 19, abgerufen am 7. September 2017.